# 앨버트 왓슨 (사우스캐롤라이나 정치인)
앨버트 윌리엄 왓슨(Albert William Watson, 1922년 8월 30일 ~ 1994년 9월 25일)는 미국의 정치인이다.

## 학력
- 노스 그린빌 대학교
- 사우스캐롤라이나 스쿨 오브 로 대학

## 경력
- 1955.01 ~ 1959.01 제91·92대 사우스캐롤라이나 리칠랜드 카운티 선거구 하원의원
- 1961.01 ~ 1963.01 제94대 사우스캐롤라이나 리칠랜드 카운티 선거구 하원의원
- 1963.01 ~ 1965.02 제88·89대 미국 사우스캐롤라이나 제2선거구 연방하원의원
- 1965.06 ~ 1971.01 제89·90·91대 미국 사우스캐롤라이나 제2선거구 연방하원의원

## 역대 선거 결과
| 선거명        | 직책명                                             | 대수 | 정당   | 득표율  | 득표수   | 결과 | 당락                             |
| ------------- | -------------------------------------------------- | ---- | ------ | ------- | -------- | ---- | -------------------------------- |
| 1954년 선거   | 하원의원 (사우스캐롤라이나 리칠랜드 카운티 선거구) | 91대 | 민주당 | 0%      | 표       | 1위  | 사우스캐롤라이나 주의원 당선     |
| 1956년 선거   | 하원의원 (사우스캐롤라이나 리칠랜드 카운티 선거구) | 92대 | 민주당 | 0%      | 표       | 1위  | 사우스캐롤라이나 주의원 당선     |
| 1960년 선거   | 하원의원 (사우스캐롤라이나 리칠랜드 카운티 선거구) | 94대 | 민주당 | 0%      | 표       | 1위  | 사우스캐롤라이나 주의원 당선     |
| 1962년 선거   | 하원의원 (사우스캐롤라이나 제2선거구)              | 88대 | 민주당 | 52.84%  | 39,149표 | 1위  | 사우스캐롤라이나주 하원의원 당선 |
| 1964년 선거   | 하원의원 (사우스캐롤라이나 제2선거구)              | 89대 | 민주당 | 100.00% | 88,682표 | 1위  | 사우스캐롤라이나주 하원의원 당선 |
| 1965년 재선거 | 하원의원 (사우스캐롤라이나 제2선거구)              | 89대 | 공화당 | 59.06%  | 80,738표 | 1위  | 사우스캐롤라이나주 하원의원 당선 |
| 1966년 선거   | 하원의원 (사우스캐롤라이나 제2선거구)              | 90대 | 공화당 | 64.34%  | 48,742표 | 1위  | 사우스캐롤라이나주 하원의원 당선 |
| 1968년 선거   | 하원의원 (사우스캐롤라이나 제2선거구)              | 91대 | 공화당 | 57.58%  | 63,877표 | 1위  | 사우스캐롤라이나주 하원의원 당선 |